# Severní Pchjongan
Severní Pchjongan (korejsky 평안북도 – 平安北道; Pchjŏngan-pukto) je jedna z provincií Severní Koreje. Vznikla v roce 1896 na místě severní poloviny historické provincie Pchjongan. Má rozlohu 12 191 čtverečních kilometrů, v roce 2008 v ní žilo 2,7 milionu obyvatel a jejím hlavním městem je Sinuidžu.

## Poloha
Severní Pchjongan leží na severozápadě země u hranice s Čínskou lidovou republikou, od které je oddělen hraniční řekou Amnokkang. Na západě také sousedí s korejskou zvláštní správní oblastí Sinuidžu a Korejskou zátokou. Na jihu hraničí s provincií Jižní Pchjongan a na východě s provincií Čagang.

## Členění
Správně se Severní Pchjongan člení na tři města – Sinuidžu, Čongdžu a Kusong – a 22 okresů.